# Feres (fill de Creteu)
Feres (en grec antic Φέρης), d'acord amb la mitologia grega, fou un heroi grec, fill de Creteu i de Tiro.
Casat amb Periclímene, fou pare d'Admet, que es casà amb Alcestis, i d'Idòmene, casada amb Amitàon. Però hi havia un altre fill, Licurg, que va regnar a Nemea, i una altra filla, Periopis, que segons una tradició va ser mare de Pàtrocle. Aquest Feres va refusar morir en lloc del seu fill Admet, tot i que tenia una edat avançada.
Va ser el fundador i epònim, a la Tessàlia de la ciutat de Feres.